# Pseudoformicaleo gracilis
Pseudoformicaleo gracilis är en insektsart som först beskrevs av Klug in Ehrenberg 1834.  Pseudoformicaleo gracilis ingår i släktet Pseudoformicaleo och familjen myrlejonsländor. Inga underarter finns listade i Catalogue of Life.